# Тукаев, Мухамедшакир Мухамедхарисович
Мухамедшакир Мухамедхарисович Тукаев (тат.  Мөхәмәтшакир Мөхәмәтхарис улы Тукаев 1862—1932) — ахун, депутат Государственной Думы Российской империи II и III созывов от Уфимской губернии.

## Биография
Родился 14 января 1862 года в деревне Стерлибаш Калкашевской волости Стерлитамакского уезда Уфимской губернии. Из рода Тукаевых, рода династии ишанов, имамов и мударрисов. Основателем рода считается Нигматулла бин Биктимер бин Тукай бин ас-Слаучи (1772—1844), выходец из татарской деревни Салавыч Малмыжского уезда Вятской губернии (ныне Балтасинский район Татарстана).
В «Истории Стерлибаша» М. Тукаев писал, что «народ стерлибашевский — из татар».
Религиозное образование получил в Стерлибашевском медресе. Окончил Оренбургскую татарскую учительскую школу. Занимался сельским хозяйством. Владел землёй площадью 360 десятин.
В 1887 году избран уполномоченным на сельский избирательный съезд, являлся председателем этого съезда.
Затем избран гласным Стерлитамакского уездного земского собрания (1887—1890), членом Уфимского губернского статистического комитета (1898—1901) и комитета Уфимского губернского музея.
В неурожайные 1892 и 1897 годы избран продовольственным попечителем.

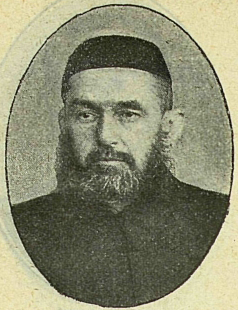
Депутат II Думы, 1907

В 1899 году на языке тюрки (в арабской графике) в типографии Б. Л. Домбровского в Казани было опубликовано его сочинение «История села Стерлибаш». В 2005 году В. М. Усманов опубликовал её в переводе на современный татарский язык. В 2021 году в рукописном фонде Государственной книжной палаты Республики Башкортостан обнаружена неопубликованная рукопись Мухаметшакира Тукаева под названием «Описание деревни Стерлибаша и Стерлибашевского медресе действительного члена Уфимского губернского статистического комитета, магзума Шакира Харисовича Тукаева». Судя по всему рукопись была написана раньше, чем «Тарихи Стэрлебаш», но при этом больше по объёму, чем опубликованная татарская версия. Причины, по которым публикация найденной рукописи не состоялась, неясны.
Являлся председателем съезда мусульманского духовенства в Уфе в апреле 1905 года, где была принята петиция с концепцией религиозной автономии для мусульман округа Оренбургского магометанского духовного собрания, в основе которой лежали идеи государственного невмешательства в их духовные дела и либерализации религиозного управления. Член Союза российских мусульман с 1905. В 1906 году делегат II-го съезда российских мусульман в Санкт-Петербурге.
Избран депутатом Государственной Думы Российской империи II (1907) и III (1907—1912) созывов от Уфимской губернии. Входил в мусульманскую фракцию. Баллотировался в депутаты Государственной Думы IV созыва, но не попал туда из-за отмены выборов «от инородческих волостных сходов» по Стерлитамакскому уезду. По другой версии, был не избран депутатом в результате принятых мер по срыву выборов губернатором Уфимской губернии П. П. Башиловым. В 1912 году в Уфе был опубликован «Отчёт члена комиссии по вероисповедным вопросам Государственной Думы II и III созыва Мухамет-Шакира Харисова Тукаева, депутата от Уфимской губернии».
Делегат общероссийского мусульманского съезда, проходившего в Санкт-Петербурге в июне 1914 года.
В 1921 году переехал в Оренбург.
Умер в Оренбурге в 1932 году.

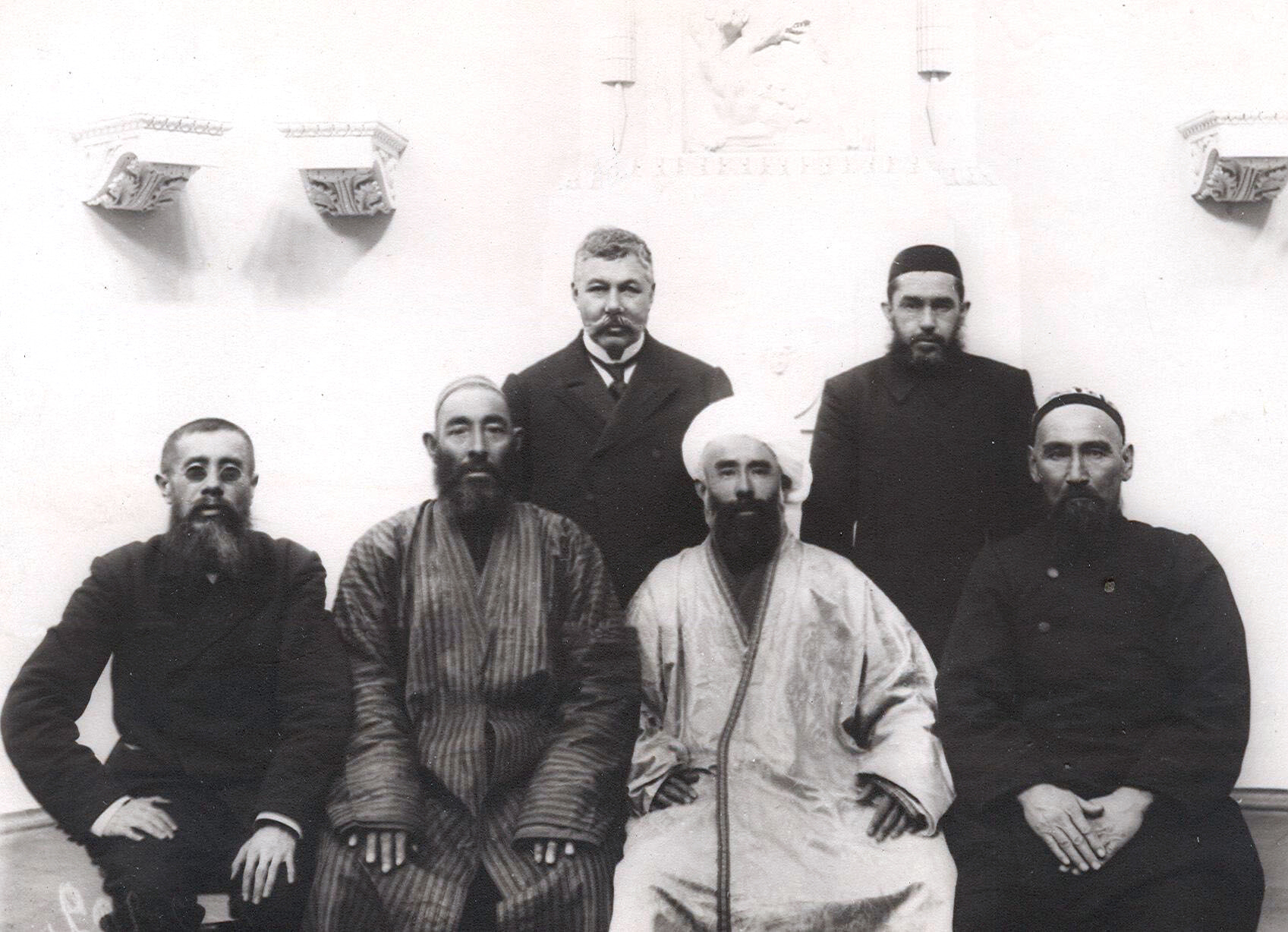
Депутаты-мусульмане II Государственной думы: сидят: Б. Каратаев, М. Нурбердыханов, А. Кариев, Т. Аллабергенов; стоят: М. Шахтахтинский и М. Тукаев
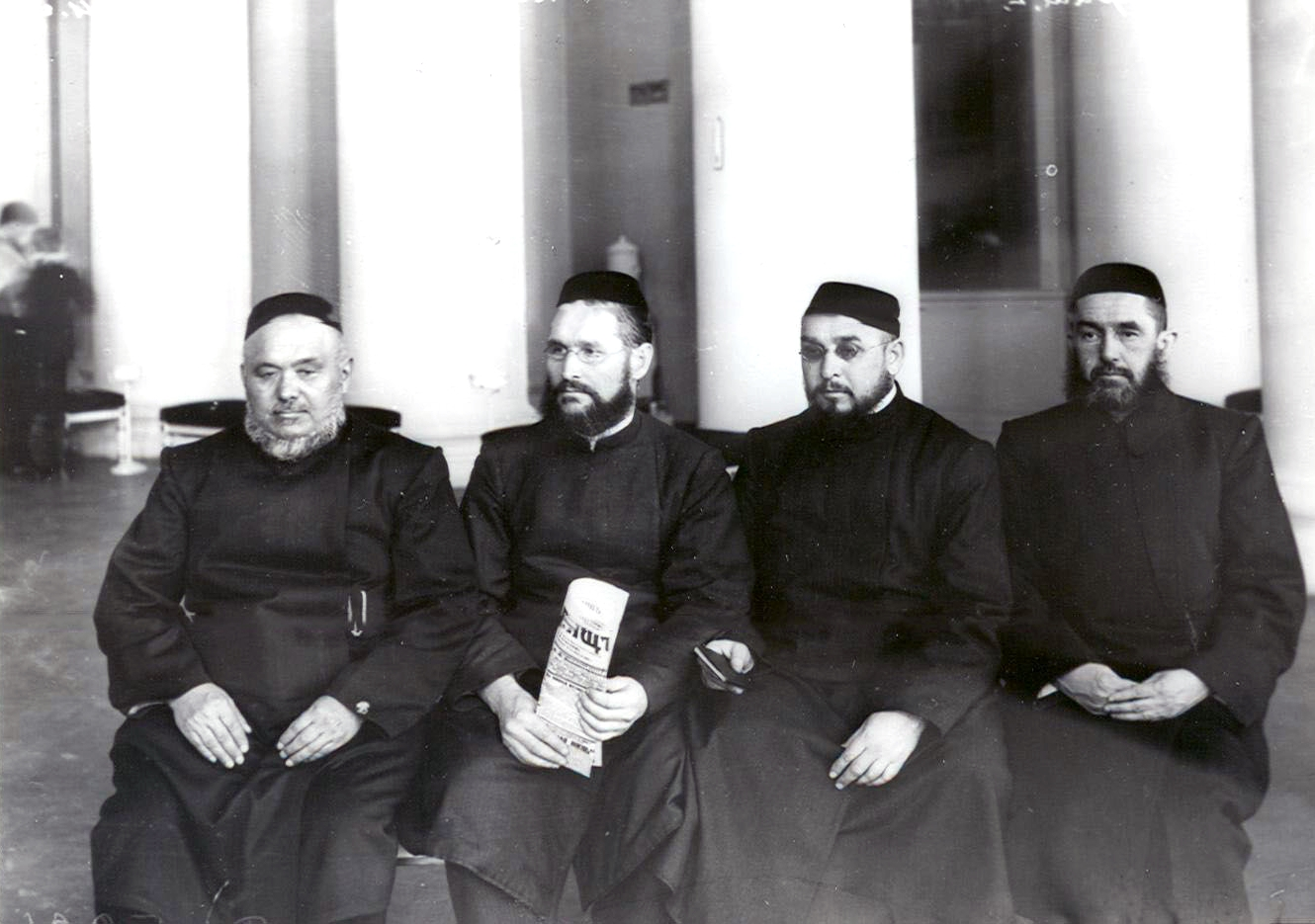
Депутаты II Государственной Думы: Ш. Кульбаков, Х. Масагутов, Х. Усманов  и М.  Тукаев
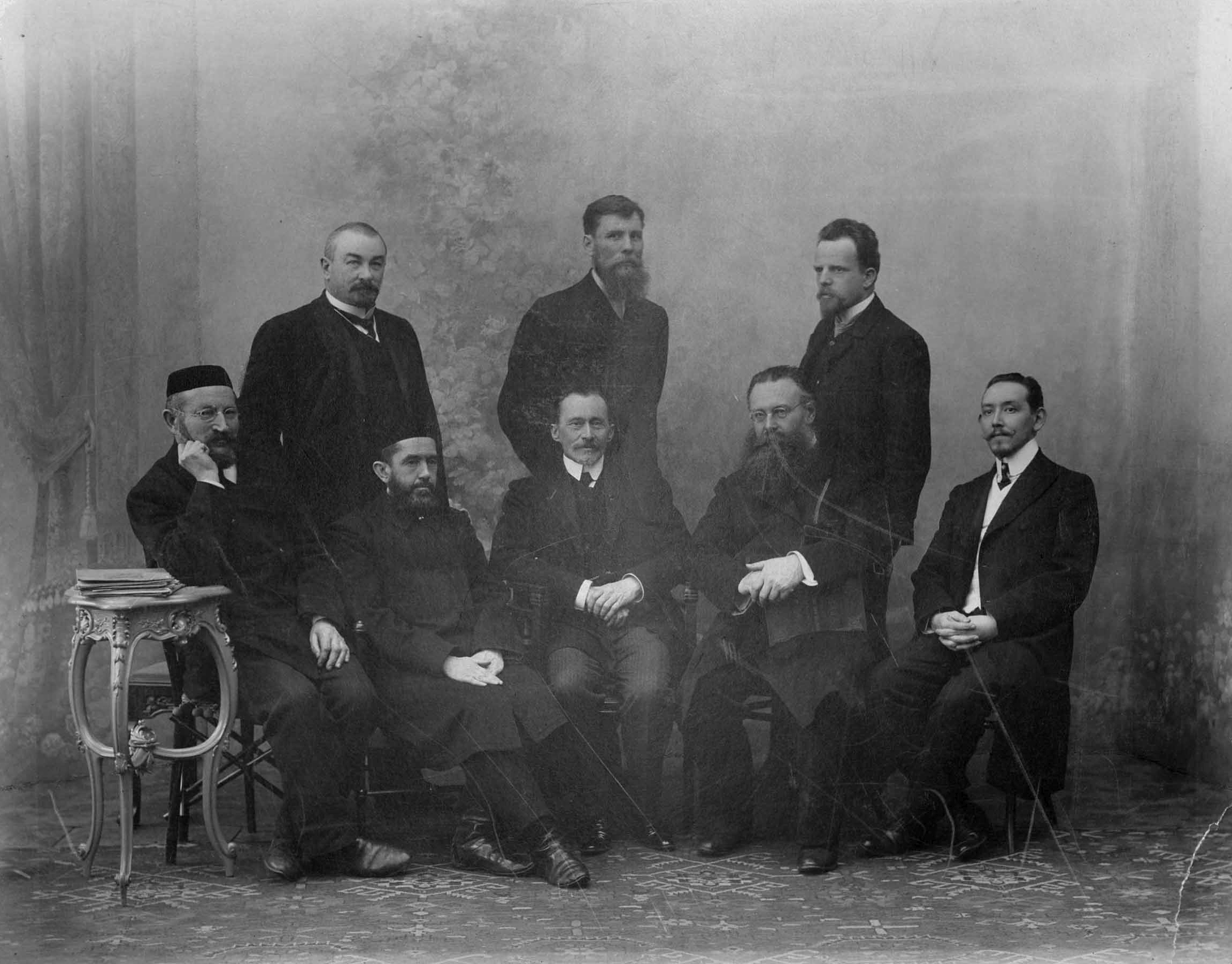
Депутаты III Государственной думы от Уфимской губернии. Стоят: А. П. Толстой, В. Е. Косоротов, Ю. Ю. Блюменталь; сидят: Ш. З. Махмудов, М. М. Тукаев, К. Б. Тевкелев, Г. В. Гутоп, А. Ш. Сыртланов.